# 송금조
송금조(宋金祚, 1923년 11월 20일~2020년 7월 21일)은 대한민국의 기업인이다.호는 경암(耕岩), 본관은 은진(恩津).

## 생애
- 1923년 경남 동래군 철마면 송정리에서 태어난 그는 해군 복무를 마치고 약품도매와 양조장, 정미소 등을 운영해 상당한 재산을 모으게 된다.[4]
- 1974년 태양사를 설립하였다.
- 1976년 태양산업사를 설립하다.
- 1990년 태양화성 설립하다
- 1985년 학교법인 태양학원 설립, 경혜여자고등학교 이사장 취임하다
- 1993년 첫 부인과 사별하다.
- 1995년 11월 둘째 부인 진애언과 재혼하다.
- 2003년 10월 15일 부산대에 305억원 기부 약정을 체결했다.
- 2004년 2월 1일 경암교육문화재단을 설립했다.
- 2020년 7월 21일 숙환으로 사망하였다.

## 부산대 305억 기부 사건 전말
- 2003년 10월 15일, 주식회사 태양의 송금조 회장이 학교 발전을 위해 부산대에 305억원 기부 약정을 학교 측과 체결했다. 먼저 100억원을, 당시 총장이었던 김인세 총장에게 전달하고, 나머지 205억원은 2004년부터 2009년까지 6차례에 나눠 발전기금으로 기부하겠다는 내용이었다.[5]

이에 학교 측은, 그에게 명예박사 학위를 수여하고, 다음 해에는 학교 본관 옆에 동상을 세워 그를 기렸다. 그러나 총 305억원 중 195억 원을 기부한 송금조 회장이 돌연 2008년 학교 측을 상대로 기부약정에 대한 채무부존재 확인소송을 제기하였다. 기부금 중 일부가 기부 목적이었던 "양산캠퍼스 부지매입금"이 아닌 "캠퍼스 건립비, 교수 연구비 등"으로 전용됐다는 것이다. 2009년 5월 7일 1심 재판부는 기부금을 내기로 약정한 이상 남은 기부 약속을 지켜야 한다는 판단으로, 원고의 소송을 기각했다. 2심 재판부도 "원고와 피고가 기부약정 당시 사용용도를 '부산대 캠퍼스 건설 및 연구지원 기금'으로 정했다"고 판단하고, 1심과 마찬가지로 원고의 소송을 기각했다. 
대법원은 2012년 10월 송금조 회장의 2심 판결 불복에 따른 상고심에서 부산대 승소 판결을 내렸다. 부산대는 당시 기부금을 잘못 사용한 부분을 사과하고, 경암교육문화재단도 기부금 잔액을 내는 방향으로 논의하면서 양측의 갈등은 일단락됐다. 그러나 부산대 측의 화해 노력에도 불구하고 송금조는 끝내 나머지 약정 기부금 110억원을 내지 않고 2020년 7월 사망했다. 
그런데도 언론은 305억 기부라고 버젓이 말하고 있다. 언론은 그를 기부의 대명사라 부르지만...송금조의 305억 부산대 기부 약정이 그의 탈세를 세무당국이 눈감아주는 대가로 이루어졌다는 증언도 있다. 그가 경영하던 사업체의 탈세가 들통나자 부산일보 사장 김상훈이 중재하여 탈세 추징액만큼 부산대에 기부하는 조건으로 성사된 기부였다는 것이다.

## 저서
- 2016년 나는 여기까지 왔다(송금조 자서전)(경암문화재단) 출간

## 상훈
- 2002년 대통령표창(국민교육유공)
- 1986년 국무총리표창
- 1986년 산업포장

## 가족
- 아내 진애언 경암교육문화재단 이사장, 자녀 없음